# Neoplocaederus elongatulus
Neoplocaederus elongatulus là một loài bọ cánh cứng trong họ Cerambycidae.